# Steinbruchberg
Der Steinbruchberg erhebt sich auf dem Gebiet des Marktes Grafengehaig im Naturpark Frankenwald. 
Mit 681,3 m ü. NHN ist er einer der höchsten Berge im Landkreis Kulmbach. Am Westhang befindet sich die Ortschaft Grafengehaig. 

## Geographie und Geologie
Der Steinbruchberg liegt im südlichen Teil des Frankenwaldes und grenzt nach Süden durch das Rehbachtal die Ausläufer der Münchberger Hochfläche in Richtung Marktleugast-Münchberg ab. Die Schartenhöhe vom Gipfel bis ins Rehbachtal beträgt 184,6 m.
Im Westen befinden sich die Höhen des Frankenwaldes mit tiefen Tälern sowie das Steinachtal und die Steinachklamm. 
Die Schartenhöhe vom Gipfel bis ins Steinachtal beträgt 256,4 m. 
Im Norden befinden sich die Höhenzüge des Frankenwaldes mit dem Döbraberg, im Osten das Fichtelgebirge.
Geologisch besteht der Steinbruchberggipfel aus hartem Diabas-Gestein.
Der Südwesthang besteht aus Felsen, der Nordosthang weist überwiegend Äcker und Wiesen auf.

## Geschichte
Der Name Steinbruchberg wurde vom 15. bis 19. Jahrhundert auf Grund der dortigen Steinbrüche des Öfteren genannt.
Am Westhang oberhalb der Ortschaft Grafengehaig sowie am Osthang bei Schindelwald befinden sich alte Steinbrüche.
Der Weststeinbruch mit seinen hohen Felsformationen wurde hauptsächlich zum Brechen von hartem Diabas-Gestein für regionale Bauvorhaben  betrieben. Im Oststeinbruch wurde dagegen Eisen und Kupfererz aus tiefen Gruben ans Tageslicht gebracht. Die Gruben bzw. Abbauschächte sind fast am gesamten Osthang noch deutlich zu erkennen. Der Name wurde zuletzt in einer topographischen Aufzeichnung aus dem Jahre 1851 verwendet. Mit Einstellung der Steinbruchtätigkeit Anfang des 20. Jahrhunderts geriet der Name in Vergessenheit. Im Volksmund wird der Berg oft als „Hohenreuth“ bezeichnet, das aber der Flurname der dortigen Wald- und Wiesenflächen ist.

## Tourismus
Am Südhang des Steinbruchberges oberhalb der Hohenreuther Siedlung von Grafengehaig befindet sich auf einer Höhe von ca. 660 m über NN der Aussichtsfelsen. 
Mit dem südwestlichen Ausläufer beginnt das Steinachtal mit der Steinachklamm.
Um den Berg führt der Mühlenweg mit dem Rehbachtal.

## Einzelnachweise

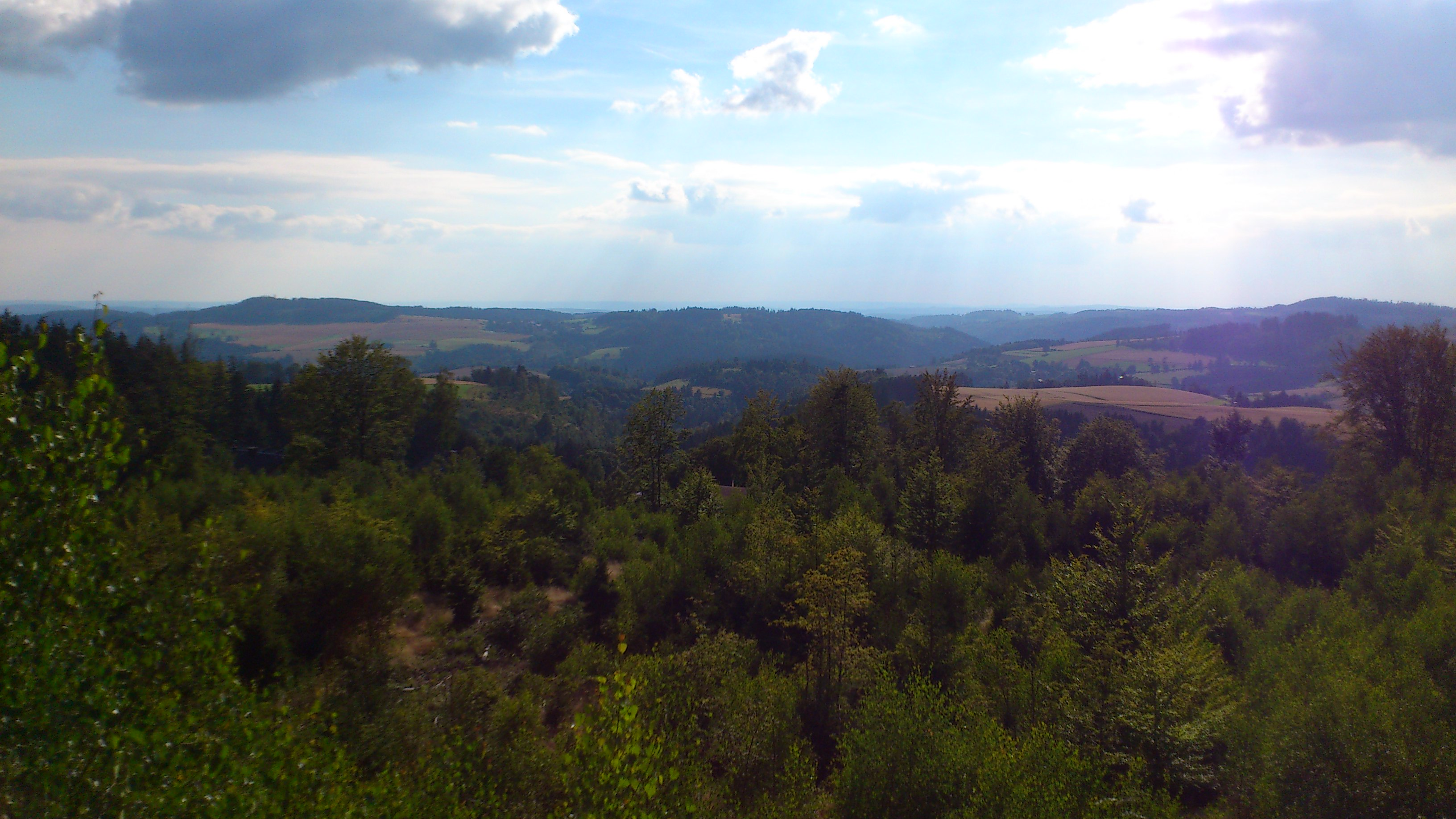
Aussichtsfelsen Blickrichtung Südwest
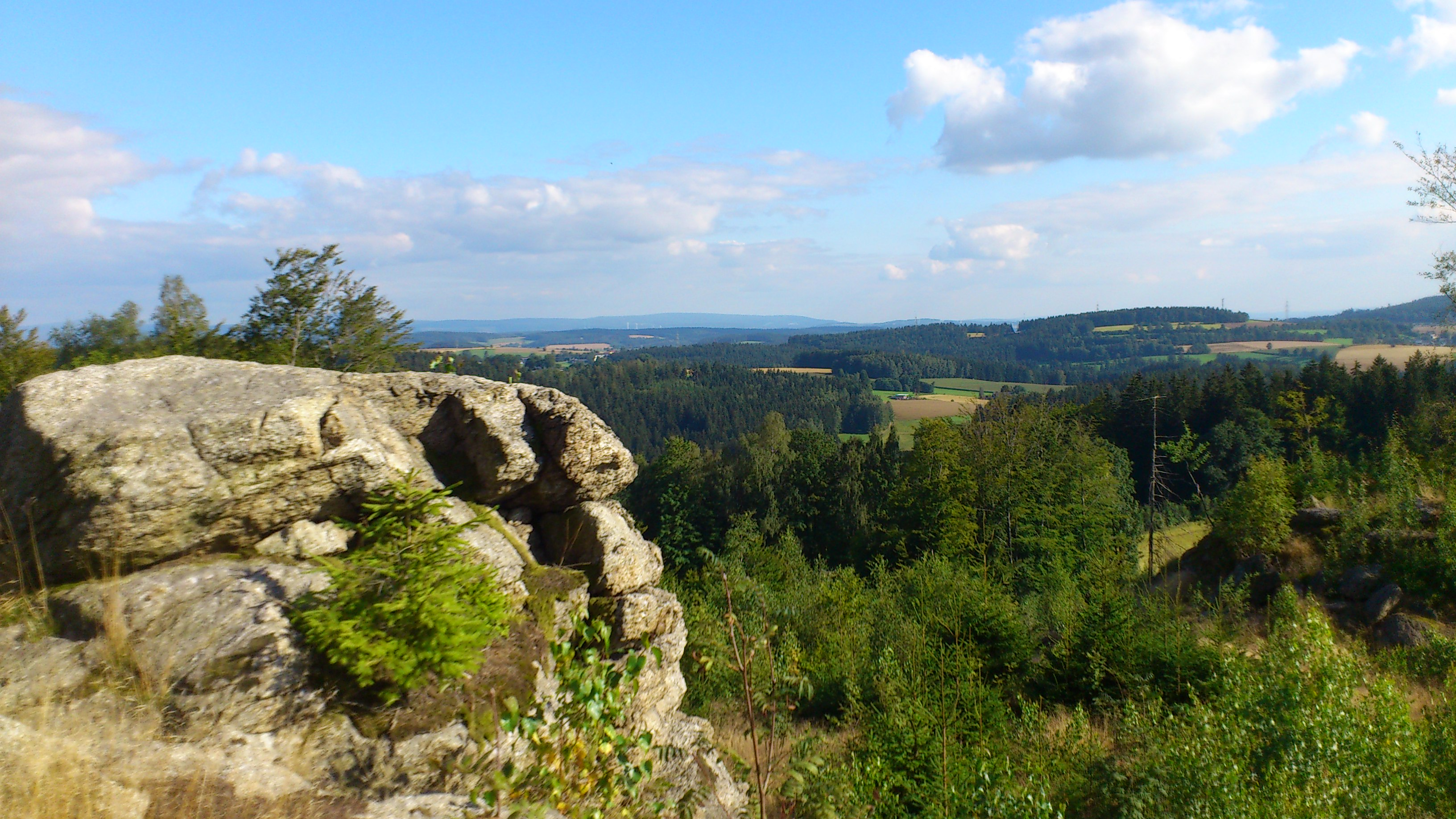
Aussichtsfelsen Blickrichtung Südost
Gipfelaufstieg durch Felsen
Felsenformation
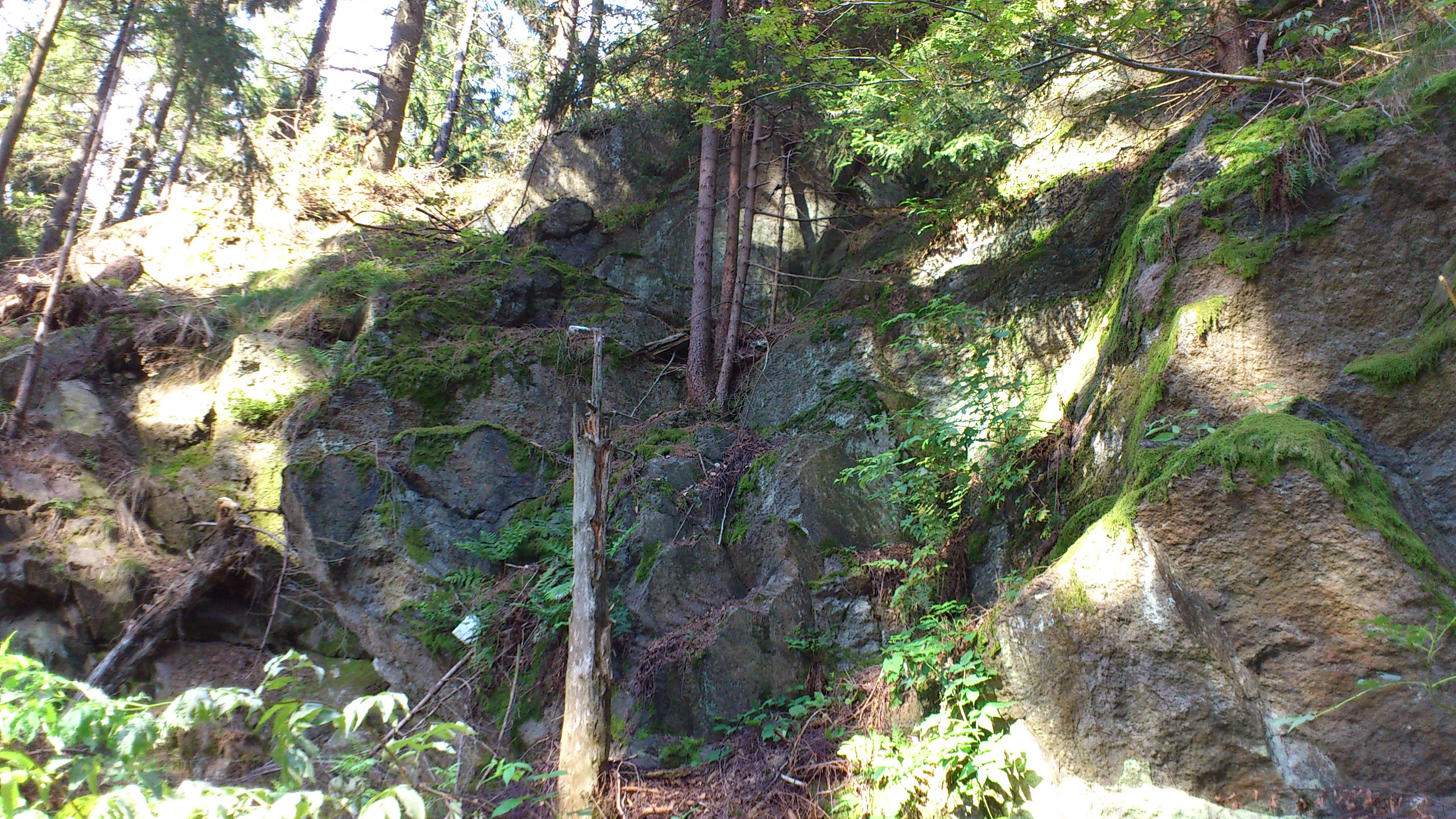
Alter Steinbruch Abbaugebiet
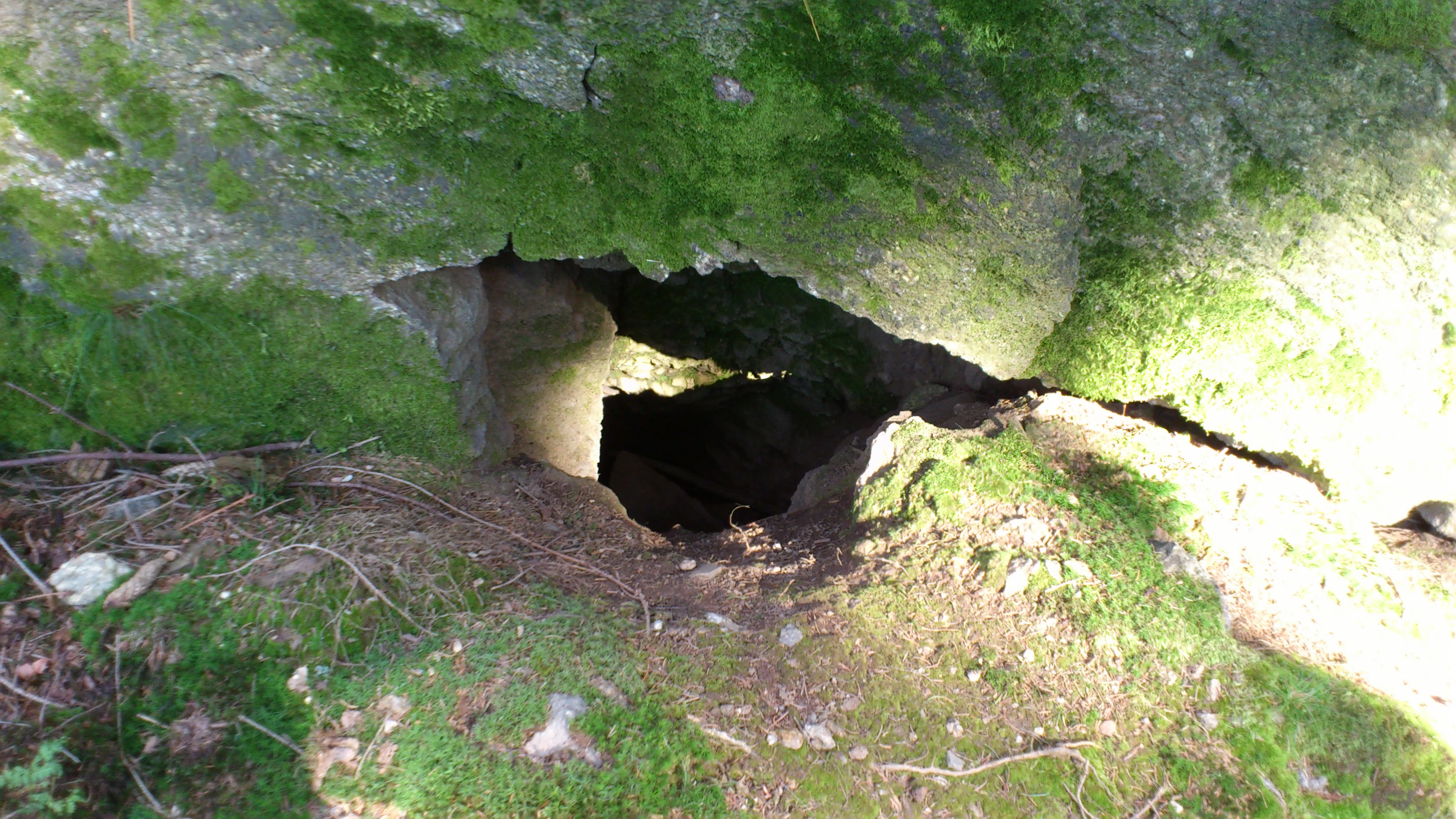
Alter Steinbruch Abbauschacht